# Mario Kindelán
Mario Kindelán (n. 10 august 1971, Holguín, Cuba) este un boxer ce a reprezentat Cuba, medaliat olimpic. A participat la 2 ediții ale Jocurilor Olimpice (2000, 2004) în care a câștigat două medalii de aur.